# 阮氏璹
欽德皇后（越南语：／，？—1516年），名阮氏璹（越南语：／），越南後黎朝皇后，黎襄翼帝之妻。
阮氏導是興安文江人，在洪順五年（1513年）被黎襄翼帝立為皇后。1516年襄翼帝被弒，她很快也被殺，後被追封為欽德順烈敦節皇后（越南语：／）。